# Dante Figoli
Dante Maria Umberto Figoli (Genova, 17 luglio 1896 – Genova, 29 luglio 1975) è stato un sollevatore italiano.

## Biografia
Nato nel 1900 a Genova, gareggiava nella classe di peso dei pesi medi (75 kg).
A 24 anni partecipò ai Giochi olimpici di Parigi 1924, nei pesi medi, chiudendo 10º con 407.5 kg totali alzati, dei quali 65 nello strappo a una mano, 77.5 nello slancio a una mano, 82.5 nella distensione lenta, 77.5 nello strappo e 105 nello slancio.